# Z ulicy na Harvard
Z ulicy na Harvard (tytuł oryg. Homeless to Harvard: The Liz Murray Story) – amerykański film fabularny z 2003 roku w reżyserii Petera Levina. Film powstał na potrzeby telewizyjne. Jest oparty na faktach.

## Główne role
- Thora Birch - Liz Murray
- Michael Riley - Peter
- Robert Bockstael - David
- Makyla Smith - Chris
- Kelly Lynch - Jean Murray
- Jennifer Pisana - Młoda Liz
- Aron Tager - Pops
- Elliot Page - Młoda Lisa
- Marla McLean - Lisa
- Marguerite McNeil - Eva
- Amber Godfrey - Dawn

## Nagrody i nominacje
Nagroda Emmy 2003
- Najlepszy film telewizyjny - Tom Patricia, Barnet Bain, Stephen Deutsch, Liz Murray, Alan Nevins, Michael Mahoney (nominacja)
- Najlepszy montaż filmu kręconego jedną kamerą - Anita Brandt-Burgoyne (nominacja)
- Najlepsza aktorka w filmie tv - Thora Birch (nominacja)